# Louis II de Bourbon
Pour les articles homonymes, voir Louis II.
Titre
Duc de Bourbon
19 septembre 1356 – 10 août 1410
(53 ans, 10 mois et 22 jours)
Louis II de Bourbon, né le 4 août 1339 et mort le 10 août 1410 au château de Montluçon, fut duc de Bourbon de 1356 à 1410, baron de Combrailles en 1388 et comte de Forez par mariage.
Surnommé le Bon Duc, il est considéré par ses contemporains comme le modèle du prince idéal.

## Biographie

### Premières armes
Il était fils de Pierre Ier de Bourbon (1311-1356), duc de Bourbon, et d'Isabelle de Valois, fille de Charles de Valois. Sa sœur, Jeanne de Bourbon, épousa le futur roi Charles V dont il devint le beau-frère et, par la suite, un oncle du roi Charles VI.
En 1356, le roi Jean II le Bon l'envoie seconder son fils Jean nommé lieutenant du roi en Languedoc, Auvergne, Périgord et Poitou.
À la mort de son père à la bataille de Poitiers, il reçoit la charge de Grand chambrier de France.
Louis commence ses faits d'armes en secourant Reims assiégé par Édouard III d'Angleterre en 1359. Peu après, il est négociateur du traité de Brétigny puis devient l'un des otages livrés à la Cour d'Angleterre en échange de la libération de Jean II le Bon, qui a été fait prisonnier à Poitiers. Pendant sa captivité, le duché de Bourbon est dirigé par sa mère Isabelle de Valois.

### La captivité et l'anarchie en Bourbonnais
Pendant l'absence du duc, le duché de Bourbonnais sombre dans le chaos. Les compagnies s'y installent et répandent la terreur, tandis que les seigneurs, loin de les combattre, les laissent faire ou même participent à leurs brigandages.
La justice est impuissante face à ces bandes, et le « grand procureur de Bourbonnais », un dénommé Huguenin Chauveau, ne peut que consigner les méfaits opérés par les vassaux du duc dans un ouvrage qu'il appelle le Livre Peloux.

### Création de l'Ordre de l'Écu d'or (1366)
Louis II n'est libéré qu'en 1366. Lorsqu'il retrouve son duché de Bourbonnais, son autorité est, on l'a vu, gravement mise à mal par les compagnies et les barons. Plutôt que de combattre ces derniers, il choisit de se les rallier en fondant un ordre de chevalerie, l'Ordre de l'Écu d'or, et celui de la Ceinture d'Espérance, pour récompenser les principaux gentilshommes de ses domaines. La devise de l'ordre est « Espérance » Le jour de l'an 1367 a lieu une fête célébrant la création de l'ordre. Selon le chroniqueur Cabaret d'Orville, apparaît ce jour-là à la cour ducale de Moulins, Huguenin Chauveau qui, espérant faire justice, présente au prince son Livre Peloux. Il ajoute qu'avec les amendes et autres confiscations prononcées comme châtiments, le duc pourrait renflouer ses caisses. Mais Louis préfère jeter l'ouvrage au feu et accuse à juste titre le « procureur de Bourbonnais » de vouloir compromettre la noblesse de ses états. Il prononce donc de fait l'amnistie pour tous les crimes commis par ses vassaux durant son absence.
La concorde rétablie entre les seigneurs du duché, l'armée ducale peut écraser les compagnies lors de deux campagnes en 1367 et 1368.
L'un des barons turbulents qu'il ramène alors en son giron est son ami le puissant seigneur Goussaut de Thoury, qu'il fait Maître d'Hôtel et qu'il sort d'affaires judiciaires plusieurs fois.

### Campagnes deCharlesV

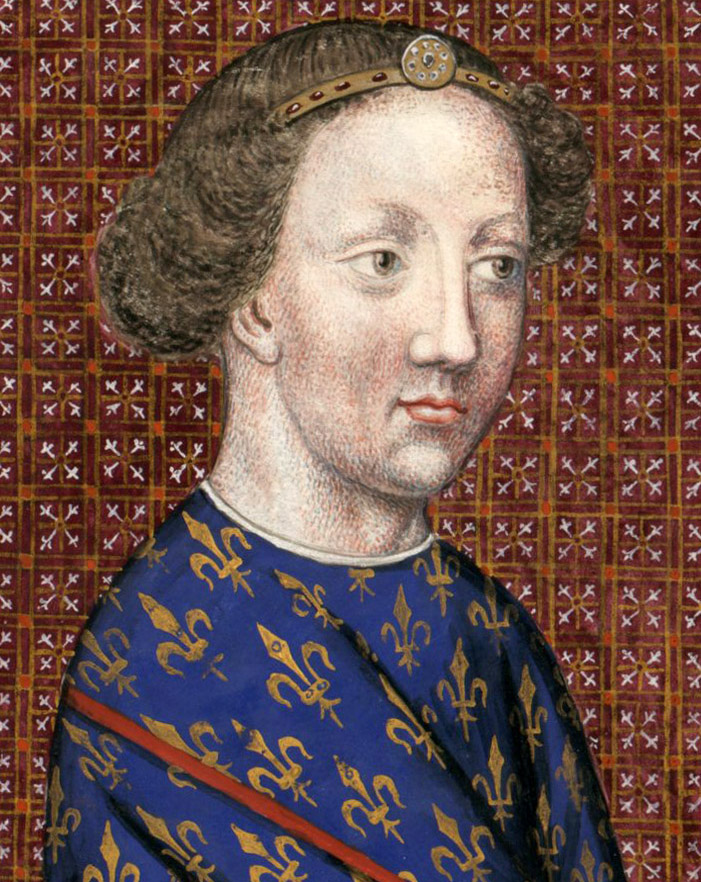
Louis II de Bourbon, collection de Roger de Gaignières (XVIIe siècle).

Il seconde Charles V lors de la reconquête des territoires conquis par les Anglais. Suivant les consignes du roi et de Bertrand Du Guesclin, de ne pas engager de bataille, mais de mener une guerre d'escarmouche, il réussit à prendre une trentaine de places fortes entre 1369 et 1374, dans le Limousin, en Bretagne et en Guyenne.
Une trêve signée en 1374 entre la France et l'Angleterre lui permet de vaincre des bandes de mercenaires dans son comté, puis il part en Castille combattre les Maures, mais le roi Henri II de Trastamare voulant profiter de la présence des Croisés pour attaquer le Portugal, il refuse de continuer dans l'entreprise et revient en France.
En 1378, Charles V l'envoie combattre Charles II le Mauvais en Normandie, où il prend la plupart de ses places fortes.

### SousCharlesVI

#### L'oncle préféré du roi

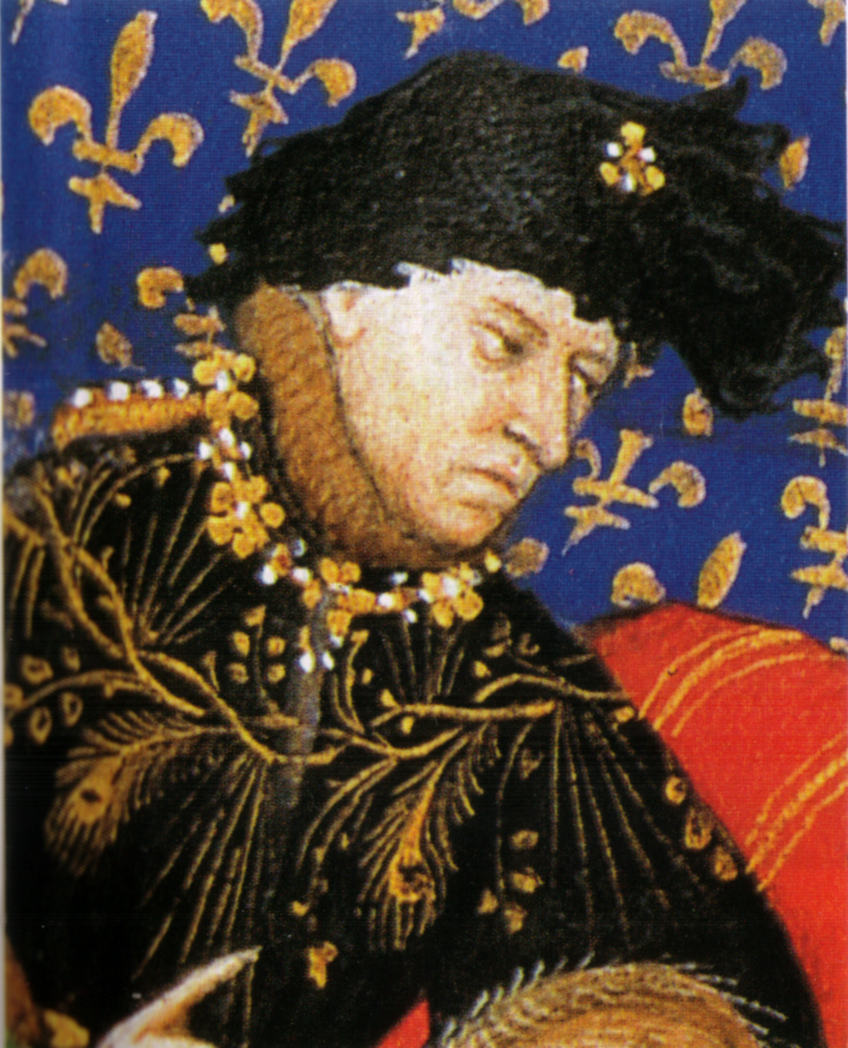
Charles VI (roi de France), roi de France. Détail d'une miniature des Dialogues de Pierre Salmon, Bibliothèque de Genève.

Après la mort de Charles V, Bourbon fait partie du conseil de régence de Charles VI. Son prestige militaire et les liens étroits qui unissent les Bourbons aux Valois contribuent à faire de ce fidèle serviteur de la monarchie un personnage central sur la scène politique.
Son influence sur son neveu est très grande. Il le seconde brillamment pendant trente ans, que ce soit à la tête des armées royales ou sur le terrain diplomatique. Le duc de Bourbonnais est l'oncle pour lequel Charles VI a le plus d'affection. Le roi voit très régulièrement le « bon duc » qui l'accompagne dans beaucoup de ses déplacements. Bourbon est écouté et respecté au Conseil du roi, bien qu'il ne prenne que rarement parti pour un clan ou un autre. En cela, il suit la ligne de conduite historique de la Maison de Bourbon, celle de fidèle soutien de la monarchie. En effet, sans l'appui et les largesses royaux, les maigres revenus de leur province n'auraient pas seuls permis aux ducs de Bourbonnais d'occuper une place si importante dans les hautes sphères de la royauté, bien qu'ils y fussent associés par le sang, comme descendants directs du roi Louis IX, (Saint Louis).
L'influence du duc se ressent dans de nombreuses décisions symboliques royales. Ainsi pour le premier anniversaire de son avènement le jeune souverain choisit pour emblème le cerf volant (ou cerf ailé), qui est déjà l'emblème des Bourbons. Il distribue aussi aux gens de sa cour des livrées à ses couleurs et à sa devise, tradition anglaise introduite par Louis II de Bourbon, duc de Bourbonnais, comte de Forez, prince des Dombes, etc.. Surtout, lorsqu'en 1388 Charles VI décide de gouverner par lui-même, il est le seul de ses oncles à ne pas tomber en disgrâce.
Il apparaît même aux yeux des « Marmousets » qui entourent et conseillent le roi comme le « prince idéal » (ou « modèle des princes »), serviteur de l'État, en opposition aux seigneurs ambitieux et tapageurs que sont les ducs de Bourgogne et de Berry.

#### Campagnes militaires

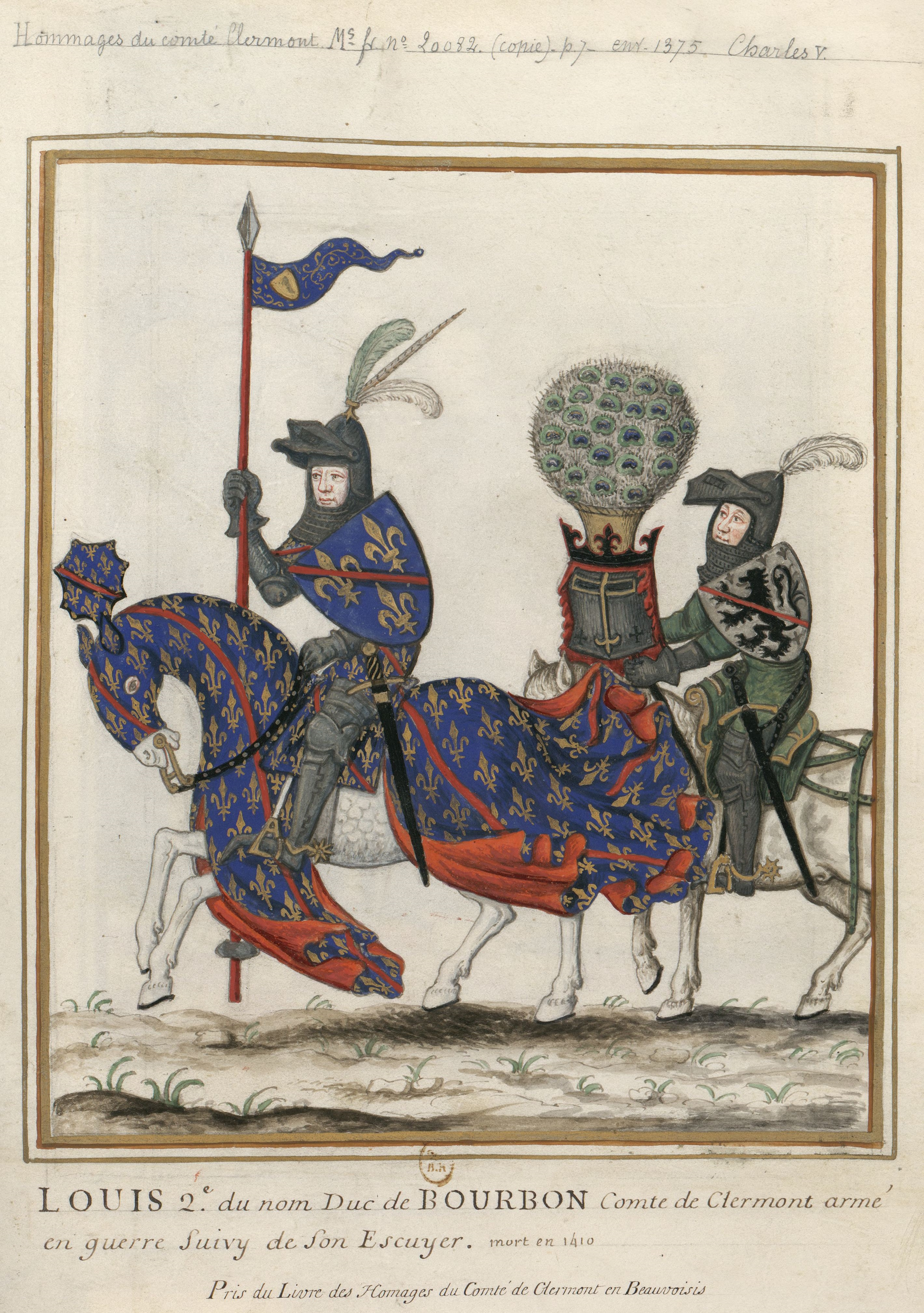
Louis II de Bourbon suivi de son écuyer. Copie d'une représentation disparue du duc, relevée au XVIIe siècle par François Roger de Gaignières. Gouache sur parchemin, Paris, BnF.

Il combat encore les Anglais en Guyenne en 1385.
En 1390, il dirige, à la demande de la république de Gênes, la croisade de Barbarie, une expédition contre le royaume de Tunisie qui met le siège devant Mahdia. La campagne se termine par un demi-échec, et le duc, par son attitude hautaine auprès des chevaliers, perd de sa popularité.

#### Expansion du duché de Bourbon
Le petit duché de Bourbon ne permet pas à l'oncle maternel du roi de rivaliser avec les grands apanages de ses rivaux Berry et Bourgogne.
Afin d'augmenter ses revenus, il espère annexer le duché d'Auvergne, ce qui le met en concurrence avec le duc de Berry. En 1400, son neveu Édouard II de Beaujeu lui lègue le Beaujolais que convoite aussi Philippe de Bourgogne.

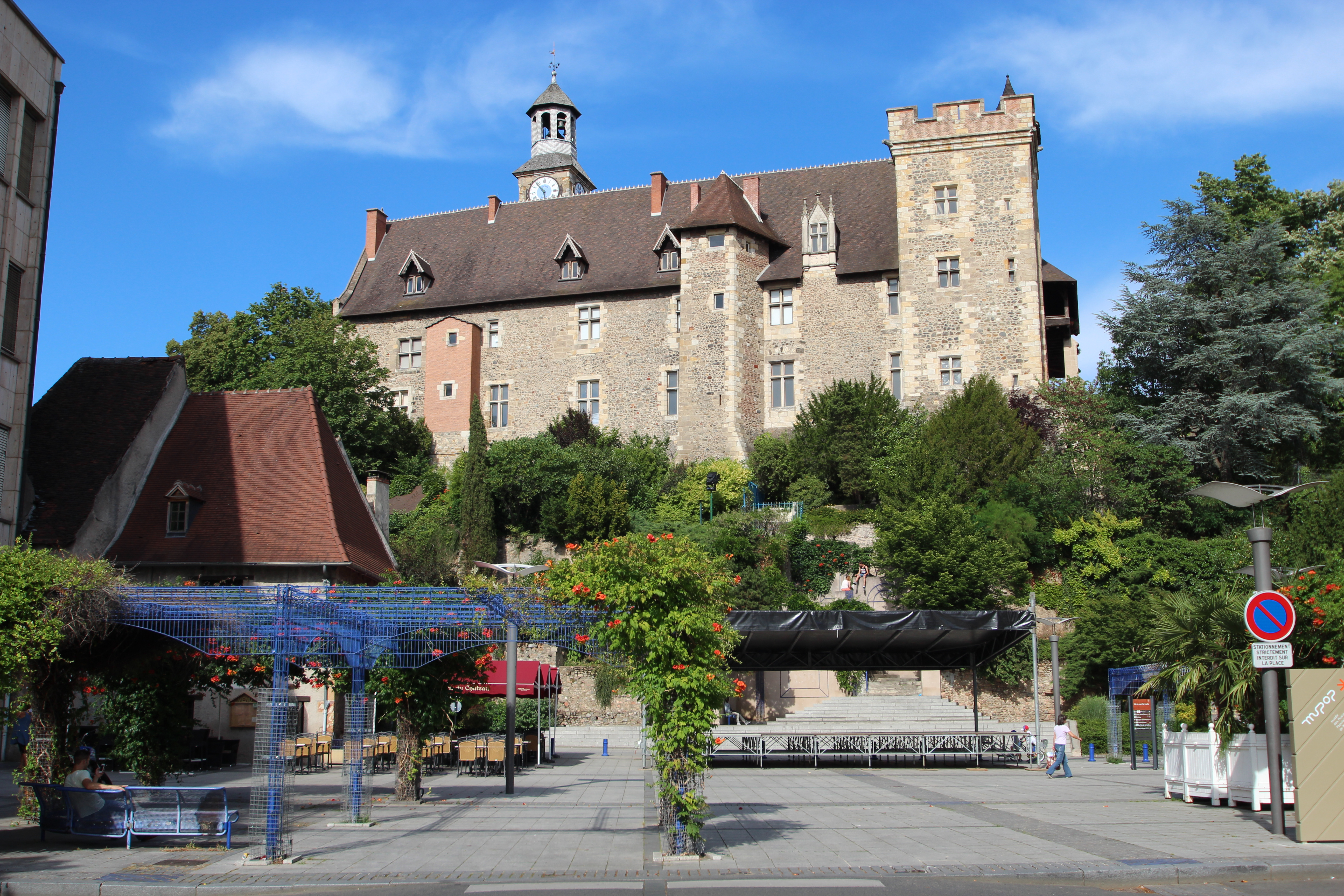
Château des Ducs de Bourbon à Montluçon que fit réaliser Louis II de Bourbon.

#### Politique en Méditerranée orientale
Pendant la dernière période de son règne, Louis II mène une activité politique et diplomatique importante en direction de l'Orient. Il y envoie plusieurs émissaires, Jean de Châteaumorand, Guillaume de Montrevel, dit l'Ermite de la Faye, Bertrand Lesgare, qui a laissé un récit de son ambassade à Chypre de 1398 à 1400. L'Ermite de la Faye mène les discussions avec Chypre, où Hugues de Lusignan, fils de Marie de Bourbon, possédait des biens importants (dont la seigneurie de Léfkara) ; or Marie de Bourbon, tante de Louis II, sans descendance après la mort de son fils, avait fait du duc de Bourbon son légataire universel et celui-ci voulait rentrer dans ses droits ; Montrevel négocie une indemnité forfaitaire de 55 000 ducats d'or.
Mais l'action du duc et de ses envoyés ne concerne pas seulement les intérêts propres du duc ; il agit aussi dans l'intérêt du royaume. C'est le cas lorsque Jean de Châteaumorand est envoyé auprès du sultan Bayezid Ier (Bajazet) pour négocier la rançon de nombreux prisonniers de marque français (dont le futur duc de Bourgogne Jean sans Peur) tombés entre les mains du sultan lors de la désastreuse défaite de Nicopolis (septembre 1396). Châteaumorand put mener cette mission à bien en 1397, mais les rançons furent énormes.
En juin 1399, une expédition française s'embarque à Aigues-Mortes pour aller au secours de Constantinople et de l'empereur Manuel II Paléologue, assiégés par Bayezid. Elle est menée par le maréchal Boucicaut, qui a lui-même été dans sa jeunesse un compagnon de Louis II ; Châteaumorand, Montrevel et d'autres chevaliers bourbonnais l'accompagnent. L'expédition dégage Constantinople puis repart, en emmenant l'empereur en Occident pour convaincre les rois chrétiens de venir durablement au secours de sa capitale. Jean de Châteaumorand reste sur place, à la tête de deux cents hommes d'armes ; il défend la cité des attaques des Turcs de décembre 1399 à l'été de 1402. Lorsque Tamerlan défait Bayezid à la bataille d'Ankara (20 juillet 1402), ce qui va donner un sursis à l'empire byzantin, c'est vraisemblablement Châteaumorand qui rencontre Tamerlan.
En 1403, Châteaumorand et Montrevel mènent des missions en Orient pour le compte de Boucicaut, devenu gouverneur de Gênes, nommé par le roi Charles VI sous l'autorité duquel la cité de Gênes s'était mise (1396 à 1409).
En 1409, Louis II envisage de partir en Orient en personne et d'aller jusqu'à Jérusalem en pèlerinage. Au passage, il veut intervenir en Morée, où il possède des droits, par le legs de Marie de Bourbon. Les troubles dans le royaume, puis sa mort en août 1410, l'empêchent de réaliser ce projet.

#### Un arbitre du duel entre Orléans et Bourgogne
En 1392, Louis de Bourbon a la garde son neveu lorsque celui-ci connaît sa première crise de folie.
Il revint en France peu après, mais, malgré sa position au conseil de régence, ne put empêcher l'anarchie qui s'installe à cause de la folie de Charles VI et des luttes entre Philippe le Hardi puis Jean sans Peur et Louis d'Orléans. En 1401, lors du premier accrochage entre Philippe et Louis, il obtient avec le duc de Berry leur réconciliation. À partir de 1405, il prend parti pour son neveu Orléans car il désapprouve la volonté du duc de Bourgogne de partager le pouvoir avec les États provinciaux. Lorsqu'en 1407 le duc d'Orléans est assassiné, le vieux prince décide de se retirer dans ses terres et envisage de s'établir dans un couvent de Célestins et en fit construire un à Vichy. 
En effet, l'arrivée au pouvoir de Jean sans Peur en 1409 met un terme à son influence sur le gouvernement royal. Son duché est de plus pris en tenaille d'un côté par les possessions du duc de Bourgogne (qui menace le Beaujolais), de l'autre par celles du duc de Berry.
De retour à la Cour en novembre 1408, alors que l'on craint que Jean sans Peur marche sur Paris pour s'emparer du pouvoir, Louis de Bourbon organise l'« enlèvement » du roi, le conduit hors de la capitale et le met en sécurité à Tours.

#### Ralliement aux Armagnacs et fin de vie
La guerre civile lui faisant horreur, le vieux duc de Bourbon refuse dans un premier temps d'adhérer à la Ligue de Gien conclue en avril 1410 et créant le parti des Armagnacs. Son fils le comte de Clermont ayant rejoint ces derniers, il le tance très sévèrement.
Au début de l'été, il se décide finalement à rejoindre les princes d'Orléans dans leur lutte contre Jean sans Peur, mais il meurt en chemin le 19 août 1410, à soixante-treize ans. Il fut considéré comme le premier fondateur de l'État Bourbonnais, celui qui a assuré sa puissance future.
À la fin de sa vie, les chroniqueurs précisent qu'il devint « mélancolique » : « Il print une grande mélancolie en sa teste, car oncques puis n’eut guère de joie, tant qu’il en perdit le dormir. », ce que l'historienne Vivian Green interprète comme la manifestation d'une « dépression profonde ».

## Mariage et descendance

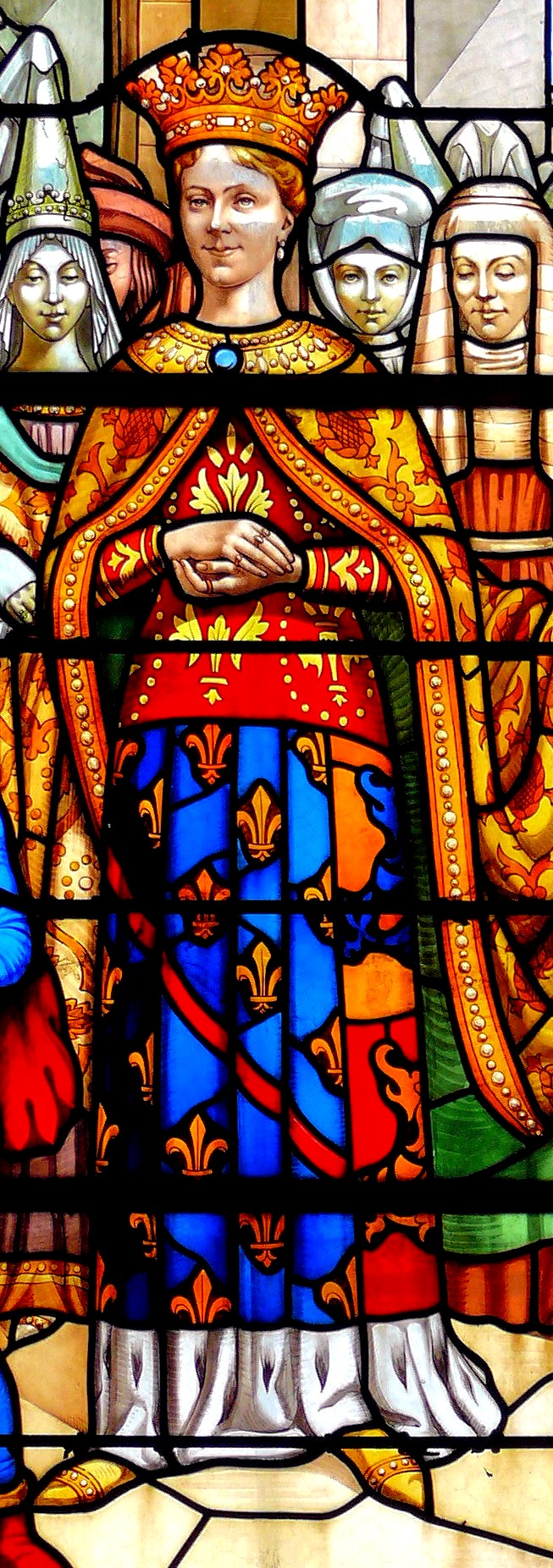
Anne Dauphine d'Auvergne, épouse de Louis II de Bourbon.

Il épousa à Vodable le 19 août 1371, Anne Dauphine d'Auvergne (1358-1417), comtesse de Forez, fille de Béraud II dauphin d'Auvergne et de Jeanne de Forez, et eut :
- Catherine (morte jeune) ;
- Jean Ier (mars 1382 - Londres, 5 janvier 1434), duc de Bourbon ;
- Isabelle (vers 1390 - Poissy, décembre 1452/mars 1454) sans alliance, retirée à Poissy à la fin de sa vie ;
- Louis, seigneur de Beaujeu (1388 - Paris, 12 septembre 1404, âgé de 16 ans et demi).

Il eut également plusieurs enfants illégitimes :
- Hector, seigneur de Dampierre-en-Champagne (1391-1414) ;
- Perceval (1402-1415) ;
- Pierre, chevalier ;
- Jacques, moine ;
- Jean, seigneur de Tanry.

D'autres liaisons, Louis de Bourbon eut d'autres enfants naturels :
- Philippe, tué en 1396 à Nicopolis ;
- Jacques Bertrand, bailli ;
- Pierrot, écuyer de Jean Ier de Bourbon ;
- Oger, vivant en 1415.

### Note
1. ↑  « À l'encontre de la date traditionnellement avancée de 1337, année du mariage de ses parents le 25 janvier, il faut noter que Louis II affirme d'une part être né un 4 août lors de fondations de messes anniversaires [...], d'autre part que sa sœur, la reine Jeanne, née le 3 février 1338, est son aînée [...] » (Olivier Mattéoni (dir.), « De l'héritage des sires de Bourbon au duc Louis II : naissance d'une bibliothèque princière », dans Les Bourbon en leur bibliothèque (XIIIe – XVIe siècle), Paris, Éditions de la Sorbonne, 2022 (ISBN 979-10-351-0794-9), p. 84).